# Cybershaman
Cybershaman is een muziekalbum van de Nederlandse pagan-folkband Omnia, dat in 2007 uitkwam.
De nummers op dit album zijn afkomstig van het album PaganFolk en geremixt in trance- en elektronischemuziekstijl.

## Nummers
1. Dil Gaya (Tribal remix - by Fortress)
2. Teutates (Vegan dance remix - by Transit Poetry)
3. Tine Bealtaine (Spiritual Gothart remix - by Transit Poetry)
4. Pagan Polska (Cybershaman remix - by Fortress)
5. Pagan Polska (Deep didge mushroom remix - by Fortress)
6. Tine Bealtaine (10.000 lightyears from home remix - by Transit Poetry)